# Johnsonville-Porirua Motorway
De Johnsonville-Porirua Motorway is een autosnelweg ten noorden van de Nieuw-Zeelandse hoofdstad Wellington, die onderdeel is van de SH1. De weg loopt van Porirua naar Johnsonville. De Centennial Highway verbindt de weg met het Knooppunt Ngauranga, waarvandaan de weg als Wellington Urban Motorway verder loopt naar Wellington. De weg is 11 kilometer lang en loopt door de regio Wellington.

## Geschiedenis
De Johnsonville-Porirua Motorway is de oudste autosnelweg van Nieuw-Zeeland. De weg werd op 23 december 1950 geopend tussen Johnsonville en Tawa. Later is de weg verlengd tot Porirua en verbonden met de Wellington Urban Motorway.